# Ébastine
L'ébastine est un médicament antihistaminique, antagoniste du récepteur H1 de l'histamine à faible risque de somnolence.